# Leonid Bliakher
Leonid Yakovlevich Bliakher (en russe : Леони́д Я́ковлевич Бля́хер), né le 16 octobre 1900 à Samara (Russie) et mort en 1987 à Moscou, est un historien des sciences et de l'embryologie soviétique.

## Biographie
En 1928, Bliakher obtient un emploi à l'Institut médical de Moscou, où il travaille ensuite pendant 20 ans, tout en collaborant à l'Institut de biologie expérimentale de l'Académie des sciences de l'URSS. À partir de 1955 et jusqu'à sa mort, il a travaillé à l'Institut d'histoire des sciences naturelles et technologiques, directeur du secteur d'histoire des sciences biologiques entre 1961 puis comme consultant. Membre effectif 159 de l'Académie internationale d'histoire des sciences.
Il est décédé en 1987 à Moscou et son enterrement s'effectuera au cimetière Donskoï  .

## Travaux
La recherche de Leonid Bliakher concernent principalement l'histoire de la recherche en embryogenèse, les théories sur la morphologie animale et l'histoire de la biologie en Russie. Entre ses ouvrages, on peut mettre l'accent sur Analyse de l'histoire de la recherche sur le problème de l'hérédité des caractères acquis - une histoire des solutions theoriques et empiriques (en russe : Проанализировал историю развития исследований по проблемы наследования приобретённых признаков — историю априорных и эмпирических попыток её решения.), publié en 1971.

## Liens
- Notices d'autorité :   - VIAF
  - ISNI
  - IdRef
  - LCCN
  - GND
  - Italie
  - CiNii
  - Pays-Bas
  - Pologne
  - Israël
  - NUKAT
  - Tchéquie
  - Lettonie
  - WorldCat
- Blyakher, Leonid Yakovlevich // Encyclopédie de Moscou . Tome 1 : Visages de Moscou. Livre 1 : A-Z. M. : Centre d'édition "Etudes de Moscou", 2007
- Grigoryan N.A., Muzrukova E., Professeur Leonid Yakovlevich Blyakher // Questions de l'histoire des sciences naturelles et de la technologie . 1994. N°1. p. 20-26.
- Informations biographiques .
- Article dans l'Encyclopédie juive russe
- Curriculum vitae